# 田中舘愛橘
田中舘 愛橘（たなかだて あいきつ、安政3年9月18日（1856年10月16日） - 1952年〈昭和27年〉5月21日）は、日本の地球物理学者。東京帝国大学名誉教授。帝国学士院会員。文化勲章受章者。

## 来歴

### 生い立ち
安政3年、陸奥国二戸郡福岡（現・岩手県二戸市）の南部藩士の父・稲蔵（とうぞう）と呑香稲荷神社の娘である母・喜勢（きせ、旧姓・小保内）の長男として生まれた。田中舘家は父祖から藩の兵法師範を勤めていた家系で、愛橘の曽祖母は「南部の赤穂浪士」ともてはやされた相馬大作（下斗米秀之進）の実姉にあたる。文久2年（1862年）、6歳の時に母・喜勢が病没、愛橘は泣きしきって過ごした。9歳の頃、下斗米軍七の武芸「実用流」に入門、翌年に福岡内に郷学校の令斉場が開校されるとそこで文武を修め、また、私学校の会輔社で学んだ。この頃の愛橘はわんぱくなガキ大将であったという。明治維新で両校が廃止されると、明治2年（1869年）に心ならずも盛岡に移り、南部藩の藩校作人館の修文所に通い和漢の書を修めた。修文所の同窓には原敬と佐藤昌介が、後輩には新渡戸稲造がいた。

### 上京
明治5年（1872年）、帰農していた父・稲蔵は愛橘と弟の甲子郎の教育の為、土地や家などを売り払い一家を引き連れて東京の三田へ移住する。移動は徒歩や船での行程で、1か月半ほどを費やしての上京となった。同年9月、愛橘は慶應義塾に入学して英語を学んだ。翌明治6年（1873年）3月に福澤諭吉が義塾の学科を本来の学問を学ぶ「正則」と間に合わせの学問を学ぶ「変則」に分け、慶應義塾の正則は高額な月謝となった。愛橘は正則を選択するが、月謝3円は稲蔵にとって過大な負担となり、愛橘は9か月学んだだけで退学することとなった。愛橘は次の進路を官費入学が可能な工部大学校とした時期もあったが、「物を作る為の学問はくだらない」と考えを改めた。思案の末、安価な月謝の東京開成学校への予備教育課程として位置づけられた東京英語学校に進んだ。同校では肥田昭作から理学思想を教授され、このことが後年の理学を志す契機となったという。また、英国人英語教師フェントンと行動を共にした。明治9年（1876年）9月に官立東京開成学校予科3級生へと進む。ここでは山川健次郎から物理学を学んでいる。愛橘はいまだ政治に関心を持ち進路を悩んでいたが、山川は「日本で遅れている理学の方を勉強せよ」と諭した。

### 東京大学と留学
明治11年（1878年）9月、前年に東京開成学校が改編され、新たに発足したばかりの東京大学理学部本科（のち帝国大学理科大学）に入学した。
在学中は主任教授となった山川から引き続き物理学を学び、菊池大麓からは数学を学んだ。また、ユーイングからは数学、天文学、物理学、物理学実験、地磁気の観測を、メンデンホールからは力学、熱力学を学んだ。これらの恩師との出会いは愛橘に多大な影響を与えた。明治12年（1879年）にメンデンホールとユーイングによってエジソンのフォノグラフが日本に紹介された際には、その試作を行い音響や振動の解析を試みている。明治13年（1880年）にはメンデンホールによる東京と富士山で実施された重力測定に従事した。翌明治14年（1881年）の夏から明治15年（1882年）にかけて札幌、鹿児島、沖縄、小笠原諸島へ出向いて地磁気を観測した。明治15年7月に東京大学理学部を第1期生として卒業、東京大学準助教授に就任する。
同年9月に長岡半太郎が東京大学へ入学する。長岡は愛橘が使用していた寄宿舎に同室し、生活を共にした。明治16年（1883年）にユーイングが帰国した後は、後任のノットからも地磁気の指導を受けた。愛橘はこの年にクモの糸を用いた電磁方位計（エレクトロマグネチック方位計）を考案している。この方位計は従来の観測機器よりも時間をかけずに計測することが出来た。また、その論文は日本の学会報告書やロンドン王立協会誌においても掲載され、当時の世界で最も精度の高い方位計であると称えられたという。同年12月、福岡に帰っていた父・稲蔵の割腹自殺の報を受けて帰郷、同27日に東京大学助教授に就任する。
明治20年（1887年）の6月から10月にかけてノットの提案で全国地磁気測定が実施され、愛橘は日本の南半及び朝鮮半島南部の31箇所で観測を行った。明治21年（1888年）1月、文部省より電気学及び磁気学修養として、イギリスのグラスゴー大学への留学を命ぜられる。グラスゴー大学ではユーイングの旧師であったケルビン卿に師事した。ケルビンから多大な影響を受けた愛橘は生涯に亘ってケルビンを尊敬した。明治23年（1890年）3月頃にヘルムホルツが教鞭を執っていたベルリン大学へ転学、ここでは1年間に亘り電気学などを学んだ。明治24年（1891年）7月にアメリカ経由で帰国、7月22日付けで東京帝国大学理科大学教授に就任し、翌月に理学博士の学位が授与された。

### 大学教授期の活動
日本に帰った愛橘は山川の任命により、教授職の傍ら翻訳委員として物理学教科書の翻訳に取り組んだ。また、一般人のための通俗科学講演を開催し、ケルビンの教えの流布に努めた。

#### 濃尾地震の調査
明治24年10月に濃尾地震が発生する。大学の命によりこの地震の激震地域の地磁気調査が任され、愛橘は現地へ赴いた。激震地域の近傍には明治20年の全国地磁気測定の際の測定点が有り、今回の調査は同地点での再測量によるデータ比較を意図したものであった。この調査では地震前後の地磁気の変化が推定された。また、岐阜県の根尾谷断層を発見して世界に向けて発表し、反響を巻き起こした。この調査経験を機に地震被害の軽減を目的とした観点から、地震研究の必要性を訴え、菊池大麓理科大学長と共に帝国議会へ建議案を提示した。12月から翌明治25年（1892年）1月にかけて長岡らと共に中部地方の磁気再測量を実施した。愛橘らはこれらの調査結果から、地震活動に伴い磁場が変化した可能性が高いと発表した。同年には文部省内に震災予防調査会が設置され、7月に愛橘は委員となり、以降の地震や火山活動の発生に際して調査や視察に参加して職責を果たした。また、明治33年（1900年）頃には等倍の強震計を制作している。この地震計は中央気象台などで試験的に使用された。明治36年（1903年）にはフランスのストラスブールで行われた万国地震学会議設立委員会に列席、副議長を務めた。

#### 地磁気測定と各観測所の設置
震災予防調査会では愛橘らの地磁気調査を受けて、地震予知には地磁気の測定が必要不可欠なものという施策が打ち出され重要視された。これにより同調査会では地磁気の研究も活発に行われることとなった。明治26年（1893年）から明治29年（1896年）にかけて同調査会による日本全国の地磁気調査が実施される。この調査は愛橘が中心となって進められた。調査地は富士山及び浅間山近傍、フォッサマグナ沿線地域、北海道、本州北部、西日本、中国、九州に及んだ。この全国地磁気測量の結果は、明治37年（1904年）に英文で発表された。更に愛橘は調査会において地磁気の時間変動による観測を提案した。これによりフランスからマスカール式自記磁力計を4台購入することとなる。明治26年から明治30年（1897年）にかけて名古屋（愛知県尋常師範学校内に設置、愛知県名古屋測候所に観測委託）と仙台（第二高等中学校）に恒温観測室が設けられ、この磁力計を用いた連続観測が始められた。後に、根室（根室測候所）と熊本（第五高等学校）においてもマスカール式自記磁力計による観測が開始された。
明治27年（1894年）3月、万国測地学協会の委員に任命された。国際観測事業として世界の北緯39度8分地点の6箇所に観測所が設置されることとなり、日本がそのうちの一つに選ばれる。愛橘は調査のうえ岩手県胆沢郡水沢町（現在の奥州市）を選定し、明治32年（1899年）9月に臨時緯度観測所（現在の国立天文台 水沢VLBI観測所）として設立された。所長には教え子の木村栄が就任した。
明治35年（1902年）、「地球磁力の国際同時特別観測」が国際的に実施された際には、愛橘と長岡の主導により京都市上賀茂に臨時の観測所が設けられ、名古屋よりマスカール式自記磁力計を移設して1年間に亘る観測が行われた。明治37年1月、上賀茂臨時地磁気観測所は震災予防調査会によって洛北上賀茂地磁気観測所として正式に設置された。前年にデンマークのコペンハーゲンで開催された万国測地学協会 第14回総会では、地磁気脈動（geomagnetic pulsation）や磁気嵐（magnetic storm）の急始（sudden commencement）が問題となっており、愛橘は洛北上賀茂地磁気観測所に於いてこれらの観測を目指した。観測はマスカール式磁力計の早廻しにより行われたが、マスカール式磁力計の感度の不足や長すぎた時定数の設定などにより、この観測は失敗に終わった。明治43年（1910年）、マスカール式磁力計の不備を補うべく連続早廻し自記磁力計を製作する。愛橘はこの磁力計を三浦半島の三崎油壷にある東京帝国大学理科大学の臨海実験所の近くに設置する。この磁力計の設置により、日本初となる短周期の地磁気変動の観測がもたらされた。大正3年（1914年）4月には文部省測地学委員会の委員長に就任した。

#### 軍用研究及び航空研究
過去の調査・研究との関わりから軍部との関係も深まり、明治37年の日露戦争開戦期からは愛橘と陸海軍との共同調査・研究がより緊密となった。日露戦争期の愛橘は海軍水路部が担当した地磁気測量で、初頭からその指導の中心的な役割を果たした。また陸軍からは、旅順攻囲戦時に敵情視察の為の繋留気球の制作を依頼される。これが愛橘と航空研究の出会いとなった。愛橘は中野の陸軍電信隊内に新たに設置された気球班で気球研究を始め、陸軍砲工学校教官を兼務していた藤沢利喜太郎を経て制作および運用法を指導した。気球の制作は難航するが試行錯誤の末に完成させ、その気球は旅順戦で使用された。この功績により従軍記章、勲章と賞金が下賜された。
明治39年（1906年）9月に帝国学士院会員となる。明治40年（1907年）8月にパリで開かれた国際度量衡総会に出席する。この場でフランスはラ・パトリーと名付けた飛行船を会場の上に飛行させ、それを見た愛橘は衝撃を受けた。また、英国の研究者から航空力学の本が愛橘に寄贈された。これらにより愛橘は航空研究を一層深めることとなった。会議後の愛橘は国際会議に参加するたびに欧州各国の航空研究事情を調べて回り、航空条約会議に出席するなどして情報の収集に努めた。翌明治41年（1908年）、帰国した愛橘は日本で初となる風洞を大学の研究室に作成した。この風洞には長持が用いられた。愛橘は長持の2か所に穴を開け一方の穴から他方の穴へ向けて風を送り、中に模型を吊るして長持の側面に設けたガラス窓からその様子を観測した。

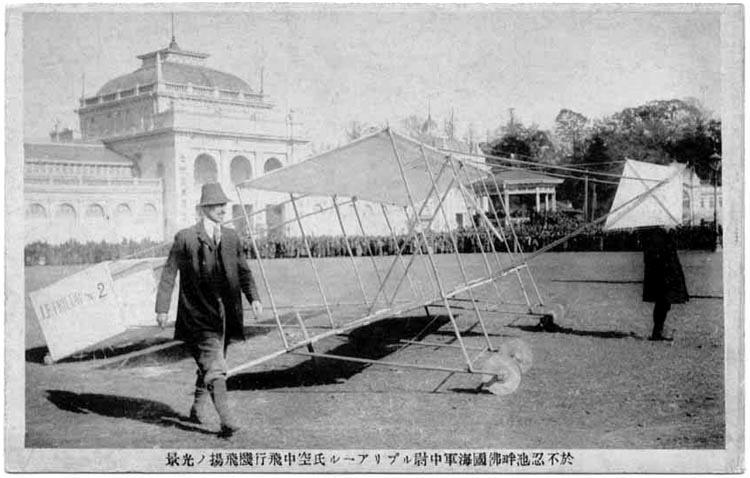
不忍池畔で滑空試験に臨むル・プリウールとそのグライダー、絵葉書

明治42年（1909年）7月、航空研究に関心を持つ陸海軍が田中舘の研究室を訪問したことが契機となり、陸海軍の共同で臨時軍用気球研究会が創設される。研究会に招請を受けた愛橘は委員となって関与し、飛行機の買い付けの為欧州を巡った。この頃、陸軍から助成費を受けてプロペラによる気流攪乱の研究を行っている。同年12月、駐日フランス大使館附武官のル・プリウール、相原四郎海軍大尉によるグライダー製作に協力、同機は上野の不忍池畔で有人飛行に成功し、動力がないとはいえ日本で最初の近代的航空機となった。臨時軍用気球研究会は研究施設として飛行場用地の獲得を求めた。愛橘はこの為の調査を行い複数の候補地の中から埼玉県の所沢町を選出して薦めた。これにより明治43年（1910年）4月に臨時軍用気球研究会所沢試験場が開設された。これが日本で最初の飛行場である。同月には航空事業を視察するため欧州への出張を命ぜられている。
大正4年（1915年）、貴族院の有志に対して航空機の発達及び研究状況を講演し、11月には『航空機講話』を発行して世間の人々に対しても知見の流布に努めた。

#### 60歳の教授辞職

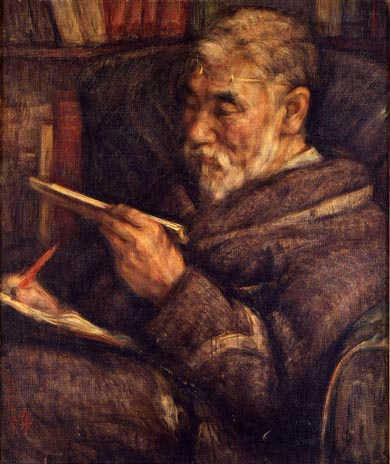
洋画家、中村彝による「田中舘博士の肖像」（大正5年）

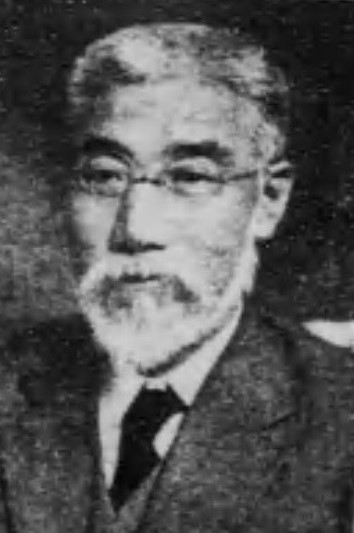
60代の愛橘

大正5年（1916年）10月7日、東京の小石川植物園で各界の著名人300人を招いた『教授在職25周年祝賀会』が盛大に営まれた。寺田寅彦は三崎油壷で愛橘の作った磁力計により観測された地磁気脈動を解析し、この場でその論文を愛橘に進呈した。また、画家中村彝により描かれた計算尺を手にする愛橘の肖像画が贈られた。山川健次郎らの祝辞に続いて愛橘は答辞し、同日に大学へ辞表を提出したことを打ち明け、辞職に対する同意を求めた。愛橘は還暦を迎える齢であった。
山川ら周囲は慰留に努めたものの愛橘の意志は固かった。山川は、航空研究所が将来に設立された時は愛橘がその本官となる、理学部では辞職後講師を務める、免官発令は少し後になることを条件として愛橘の辞職を受諾した。愛橘は同年に婿養子として従弟の下斗米秀三（火山学者）を籍に入れており、この辞職により公私とも後進に道を譲る形となった。愛橘はこの辞職受諾をとても喜び、ローマ字運動に専心できると活気づいた。その余りの嬉しさのためか、興奮して自転車の運転が荒くなり、転んで大腿骨を骨折した。
翌大正6年（1917年）4月に依願免官の辞令が交付される。当時は定年退職の決まりは殆どなく、東京帝大でもその議論が行われたが導入には至っていなかった。しかし愛橘の退職の反響は大きく、その後の60歳定年制のできるきっかけとなった。同年6月22日、東京帝国大学名誉教授となる。愛橘はこれを喜んで受け入れた。愛橘の教え子としては長岡半太郎、中村清二、本多光太郎、木村栄、田丸卓郎、寺田寅彦などがいる。門下から優秀な後進を輩出した愛橘は「種まき翁」や「花咲かの翁」と称された。

### 航空研究所
大正5年に東京帝国大学工科大学内に、航空に関する基礎研究機関設立を目的とした航空学調査委員会が山川健次郎東京帝国大学総長によって設置される。委員会には東京帝大の6人の博士が所属し、愛橘が委員長を務めた。委員会での議論を経て、寺田寅彦や愛橘の主導により、大正7年（1918年）4月に東京市深川区越中島の埋立地に「航空機ノ基礎的学理ノ研究」を目的とした東京帝国大学付属航空研究所（航空研）が設置された。愛橘は顧問に就任し航空研究と本格的に関わっていく。初期の航空研究所には航空学科の教官や理科大学の航空物理学講座担当の教官が所員となり、寺田、田丸卓郎、本多光太郎らが所属して研究に勤しんだ。第一次世界大戦で航空機が活躍しその軍事的な意義が認知されると、日本政府は大正10年（1921年）から航空研究施設の拡充を五カ年計画により図ることとなる。これを受けた山川健次郎総長の後援により、同年に大学附属研究所から大学附置研究所へと改称され、研究所は独立した官制を持つこととなり、その性格を改めた。附置研究所となってからは研究成果の実用化を図るべく、陸海軍の佐尉官または技師からも所員に任命された。愛橘は国際航空連盟の会合に毎回出席して研究成果を発表した。昭和3年（1928年）1月には航空事業の発展に対して、フランス政府からレジオン・ドヌール勲章が贈られた。また、大正14年（1925年）10月10日から昭和22年（1947年）5月2日まで貴族院議員（帝国学士院会員議員）を3期22年間に亘り務めた。

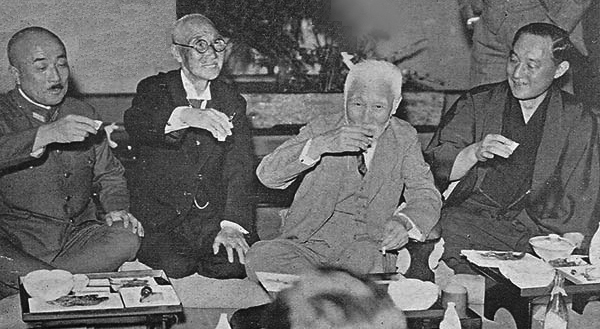
板垣征四郎陸相（左）と米内光政海相（右）が盛岡中学時代の恩師・冨田小一郎（左から二人目）のために新橋で催した謝恩会にて（右から二人目が田中舘、昭和14年6月）

1930年代には高松宮宣仁親王、昭和天皇、伏見宮博恭王などの皇族が相継いで航空研に訪れたことに見られるように、国家からも相当の期待を受けた。また、愛橘は昭和8年（1933年）の御講書始で「航空発達史の概要」を進講している。このような期待の元、和田小六所長の主導により長距離機の製作が計画され、航空研の岩本周平が設計し木村秀政によって製作された航研機は、昭和13年（1938年）に航続距離記録の世界記録を樹立した。その後も航空研は陸軍戦略爆撃機キ-74の基となったA-26長距離機、研三機、航二（ロ式B型試作高高度研究機）などの試作に関わった。昭和19年（1944年）1月には「日本航空発達への貢献」に対して、昭和18年（1943年）度の朝日賞が愛橘に授賞され、4月には「地球物理学及び航空学」の功績により文化勲章が授章された。
第二次世界大戦後、連合国軍最高司令官総司令部により航空禁止令が発令され、昭和21年（1946年）1月9日に航空研は廃止された。後に日本の独立により「航空に関する学理及びその応用研究を行うことを目的」とした航空研究所が新たに設立されたが、愛橘の没後の昭和33年（1958年）まで時を要した。

### 日本でのメートル法化の推進
メートル法は18世紀末期、フランス革命の頃にフランスで考案された。フランス政府によりその国際化が推し進められ、明治8年（1875年）5月20日にパリでメートル条約が成立し、日本は明治18年（1885年）にこれに加盟した。日本がメートル条約によって設立された理事機関の国際度量衡委員会に席を獲得したのは、条約加盟から22年後の明治40年（1907年）のことで、最初のアジア代表常設委員として愛橘が任命された。愛橘は明治40年以来1年おきにパリへ訪れて、4回の総会と5回の委員会に出席を重ね、関係各所にメートル法の導入を説いて回った。大正10年（1921年）に帝国議会において度量衡法の改正法案が通過し、メートル法を基本とする法律となったが、それまでの尺貫法も使われ続けた。愛橘はその後もメートル法普及のための啓蒙的な講演活動などを続けた。日本の計量法においてメートル法が完全に施行されたのは昭和34年（1959年）のことである。

### 日本式ローマ字の考案とその推進

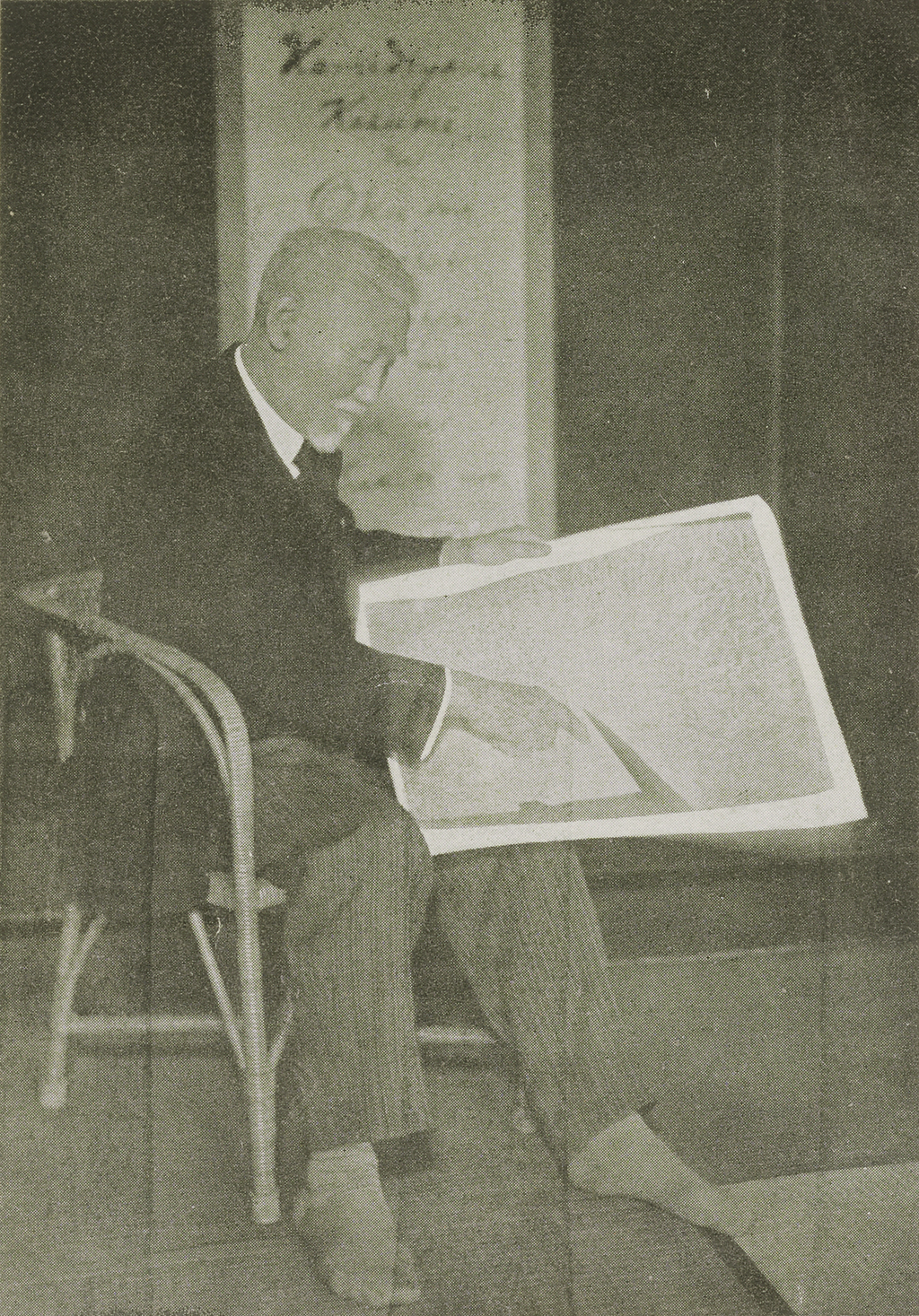
自宅にて（後方にローマ字で墨書された掛け軸が見える）

明治17年（1884年）、山川健次郎ら海外留学経験のある東大教授らが中心となって、英語の発音に準拠したヘボン式ローマ字表記を推進する「羅馬学会」が発足する。ところが過去に愛橘が東大の生徒だった時、ユーイングがフォノグラフにヘボン式で書いた日本語を逆さ読みにしたものを記録し、これを逆回しで再生して解析する日本語の音韻の研究を行っていた。これにより愛橘はヘボン式の表記法に疑問を持つようになる。明治18年（1885年）に愛橘は「理学協会雑誌」にヘボン式の使用に反対する意見を発表、「発音考」を著した後、12月に音韻学の観点から五十音図に基づいた「日本式つづり」を考案し総会に対案として提出した。これは帝国大学の弟子で物理学者の田丸卓郎によって日本式ローマ字と名付けられた。翌明治19年（1886年）、愛橘らにより日本式ローマ字の月刊誌 “Rōmazi Sinsi” を発行するため、「羅馬字新誌社」が結成された。
明治42年（1909年）には愛橘、芳賀矢一、田丸により羅馬字新誌社を母体とする「日本のローマ字社」が設立、明治43年（1910年）6月に「ローマ字新聞」を創刊、明治44年（1911年）7月に「ローマ字世界」を創刊、大正10年（1921年）に日本ローマ字会を創立するなどの活動を続け、弟子の田丸や寺田と共にその普及に努めた。また、国語国字問題では「世界に日本語を広めるには、どうしても世界の文字なるローマ字でなければはかどらぬ」とローマ字論を唱えた。愛橘は若いころから和歌を嗜んでいたが、昭和9年（1934年）までに詠まれた和歌453首の内、ローマ字で詠まれた和歌は半数を超える。
昭和5年（1930年）11月、文部省臨時ローマ字調査会委員に就任する。昭和12年（1937年）、日本政府は日本式ローマ字を基に これに若干の改変を加えた訓令式を採用し、内閣訓令第3号として公布した。しかし終戦後の昭和20年、日本占領軍司令官ダグラス・マッカーサーの命令によりヘボン式の使用が復活された。
愛橘は貴族院でローマ字国字論の演説を行うことで有名で、貴族院最後の登壇でもローマ字に関する演説を行った。昭和23年（1948年）8月には「時は移る」を刊行したが、その記載はローマ字と漢字かな書きの併記であった。メモや家族の手紙などもほとんどをローマ字で記載し、共に推進した田丸の墓碑には愛橘がローマ字で揮毫した。ある時は航空に関する講演依頼でローマ字に関する話題を入れないよう要請されたが、愛橘は即座に断ったという程の徹底振りだった。5月20日は1955年（昭和30年）に「ローマ字の日」に制定されているが、愛橘の命日を1日ずらして20日としたものが、その由来であるともいわれている。

### 学術的外交官
愛橘は生涯で22回に及ぶ外遊をし、また、68回の国際会議に出席した。国際度量衡会議や国際航空会議の場で同席し愛橘と交流の有ったシャルル・エドゥアール・ギヨームは、「地球には2つの衛星がある。1つは勿論月であるが、もう1つは日本の田中舘博士である。彼は、毎年1回地球を廻ってやってくるのだ」と評した。愛橘の海外出張は教授時代から行われていたが、多くの出張は教授職退官後の大正7年（1918年）から昭和7年（1932年）の62歳から79歳のときに集中する。大正11年（1922年）、国際連盟により新渡戸稲造事務局次長が事務を受け持つ国際連盟知的協力委員会が設立された。委員会には各国から12名の有識者が選出された。愛橘も昭和2年（1927年）から昭和8年（1933年）まで同委員として出席し、マリ・キュリー、アルベルト・アインシュタインらと同席した。国際連盟知的協力委員会は戦後発足したユネスコへと受け継がれた。また、愛橘は万国議員会議、万国測地学協会、万国地震学会、万国度量衡会議、国際学術研究会議、地球物理学国際会議、航空連盟会議など様々な国際会議に精力的に参加した。これらの出席で外国人と親睦を深めた愛橘は「学術的外交官」と称された。

### 死去
昭和27年（1952年）5月21日、東京都世田谷区経堂の自宅で死去、95歳7か月の天寿を全うした。葬儀は初の日本学士院葬として東京大学安田講堂で営まれた。6月に遺骨が故郷の福岡町に送られると沿道は町民で溢れたという。福岡町でも福岡中学校校庭で町葬が行われ、2千人を超える人々が臨席した。福岡の愛橘の墓には日本式ローマ字で墓名が刻まれている。関勉は発見した小惑星に、愛橘の弟子の木村栄からは「Kimura」、その師匠の愛橘からは「Tanakadate」と両者の姓を冠した名前を付けている。

## 親族

### 田中舘洋次郎
実弟　

### 田中舘甲子郎
異母弟、継母エキの子。1864年（元治元年4月19日）生。
正岡子規の『七変人評論』中の関甲子郎。故郷での病気療養を挟み、共立学校を経て、予備門に入学、身長は180cm近かったという。数学を得意とし1887～1888年『数学雑誌』に答案が数回載る。
高等中学校への改編改称の後、退学、田中舘姓を用いる。以前から「七変人」の菊池謙二郎とともに、杉浦重剛の称好塾に所属。ほぼ2年間、琉球で育英の業に従事、1891年（明治24年）8月12日帰京、杉浦重剛ら創立の東京英語学校勤務、麹町鶴田方に住む。1893年（明治26年）4月22日、師範学校、中学校、高等女学校の地理（地誌）教員免許状を取得。1894年（明治27年）2月には宮崎県尋常中学校教諭兼舎監。後、札幌に転居、北七條西等に住み、私立中学、道庁勤務を経て、開墾を志し、1896年（明治29年）3月、苫前に移住、同年12月26日、苫前郵便局で愛橘からの測量機械と若干の金銭を受取り帰路消息を絶つ。愛橘も捜索に加わるが遺体は見つからずに終わる。妻ハマは再婚せず、夫の遺志を継ぎ開墾を続けるとし、愛橘も援助を約す。後に失踪宣告を受ける。翌年1月、子規が『田中館甲子郎を悼む』を記す。
- 著作『皇道伝統録』[75]

妻、ハマ（子）、中台昌徳の長女、明治7年7月東京芝区生、明治26年結婚。

### 田中舘寅士郎
異母弟、田中舘寅士郎 （理論物理学者）

### 田中舘秀三
従弟、養子、長女美稲の婿、（物理・地学者）

## 人物・逸話
- 本来の愛橘の出生名は彦一郎であった。しかし役所に届け出たところ、南部藩主の家族の名と重なっていたので受理されなかった。2度目に役所に出した名もまた受理されず、これを案じた代官の中島六郎兵衛が中国二十四孝の「陸績」の故事に範をとり、愛橘と命名したという[6]。
- 愛橘は理学の道へ進んだが政治に対しても深い関心を持ち続けていた。ヨーロッパ留学でパリへ訪れた際には旧知の原敬が代理公使を勤めていた。原から呼ばれた愛橘は飲食をしながら原と共に夜半過ぎまで政治について論じあったという[2]。
- 愛橘は継母のキタの勧めで明治26年4月に盛岡出身の本宿宅命主計総監の妹、本宿キヨ子と結婚する。仲睦まじい夫婦であったが、翌年3月に長女の美稲が誕生した10日後にキヨ子は産後の不良により没した。その後の愛橘は再婚することは無く一人娘を育てた。美稲は晩年の愛橘と行動をいつも共にして父を支えた[5][43][53]。
- 明治34年（1901年）11月、横浜共同電灯会社（後の横浜電気会社、東京電灯に吸収された）の利用者が1灯分の契約しか結んでいないにも関わらず、何灯分もの電力を無断で使用する事件が発生した。電灯会社は横浜地方裁判所へ告訴し、翌年7月に利用者に対して窃盗罪の有罪判決が言い渡された。しかしながら、旧刑法では一般的に物の定義を規定せずに窃盗罪を規定していた為、利用者は有体物では無い電気を盗むことは出来ず刑法の規定する窃盗罪は成立しないと主張して、東京控訴院に控訴した。これを受けた控訴院では愛橘に電気についての鑑定を依頼、愛橘は「電気はエーテルの振動現象であって、有体物とみなせない。」という鑑定意見を出した[78]。控訴院ではこの鑑定を参考として電気は窃盗の対象とはならないと判断し、二審では無罪とされた。二審判決を不服とした電灯会社は大審院へと上告した。明治36年（1903年）10月に大審院は、電気は有体物では無いが五官などによってその存在を認識することが出来、また管理することが可能であることを理由として、窃盗の有罪判決を最終的に下した[79]。この事件を契機として明治40年（1907年）に刑法が改正された際には、第245条に「電気ハ之ヲ財物と看做ス」とする条文が加えられることとなった[80]。
- 愛橘は東京帝国大学で実施された運動会の計測を担っていた。明治35年（1902年）11月8日の運動会からは、愛橘と田丸節郎により考案された大掛かりな電気計測によりタイムが計測された。その内容はコース全体に電線を巡らせて計測器に掛けた2本のテープを同じ速度で進行するようにしておき、テープの1本には時間の長さを視認できるようにして、もう一方にはスタート合図のピストルとゴールに入った瞬間に電線の電流が切断された記録を残した。これらを照らし合わせて100分の1秒までの所要時間を計測した。この運動会では藤井實がこの計測により100メートル競走で10秒24、明治37年（1904年）11月12日に行われた運動会では同じく藤井が200メートル競走で25秒74という驚異的な記録を打ち出した。これらの記録は明治39年（1906年）に濱尾新総長により愛橘の証明文を添えてアメリカの主要な大学へ通知されたが、計測の誤りであったとみられており、公認とはならなかった[81][82]。ただし、藤井は辰野隆が『スポオツ随筆』で「計測の誤り」「11秒24の間違いではないか」と書いたことを見て激怒し、それを1950年頃に愛橘に伝えると、愛橘も「あれがおかしいということはない。科学者の名誉に賭けて、あの設備と計測にはまちがいがなかった」と返答したという[83]。
- 1910年頃のこと、ドイツに留学経験のある寺田寅彦がとある会議での愛橘のドイツ語の発言について意見を述べたことが有った。寺田は「舘先生、勢いは宜しいのですが、少々乱暴なドイツ語ではありませんか」と告げた。これに対して愛橘は「聞かれた相手に直ちに答えようと思ったら、テニヲハなどにかまっておられるか。今やらなければ殺されると思え」と答えたという。後に寺田は「舘先生はいつも日本を背負って、死ぬ気でやってらっしゃるのだ」と振り返った[6]。
- 大正11年（1922年）、改造社の山本実彦の招聘により、アルベルト・アインシュタインが来日する。東京帝国大学理学部物理学教室では無料の特別講義が開かれ、アインシュタインは相対性理論を講じた。愛橘は6回の講義全てに出席した[41]。初日の講義ノートに「年寄りの冷や水」「研究でない。ただの調べにすぎない」「調べたことを言っただけだ」とローマ字で書いていたが、それ以降はこのような書き込みはなくなっている[41]。
- 愛橘は古くから軍部と関係を持ち、また、貴族院議員となる前からも政治的な行動が多かった[84]。教え子の長岡半太郎は愛橘とは逆に軍部と政治を嫌っており、これらの事から長岡は愛橘を批判することが何度かあったという[84]。愛橘は昭和19年2月7日の第84回貴族院本会議において、「マッチ箱ぐらいの原子爆弾は東京全体を焼き払うことができる」と発言し、原爆待望論を展開した[85][86]。同じく貴族院議員であった長岡はこの愛橘の発言を聞き、原子力研究の専門家ではない愛橘が原爆を喧伝する行為に不信感を覚え、原爆開発が不可能であることを論文に提示した[86]。
- 愛橘の文化勲章受章は弟子や孫弟子の4人が同章を既に受章しており、愛橘が受章していないのは申し訳ないと弟子たちからの推薦による受章であった[53]。
- 忘れっぽい性格で身の回りのものを置き忘れることがよく有った。そのため「ソコツ博士」というあだ名でも知られたが、愛橘はそれを気に掛けることは無かった[7]。
- 1939年2月1日に行われた桜井錠二の葬儀では、葬儀委員長を務めた[87]。死に際して男爵位と勲一等旭日桐花大綬章が追贈された 。
- 敗戦後に見掛けた当時としては目新しいPACHINKOという看板の意味を愛用のオックスフォード辞典で調べようとした。

## 栄典
位階
- 1891年（明治24年）12月21日 - 正七位[88]
- 1897年（明治30年）2月10日 - 正六位[89]
- 1911年（明治44年）7月20日 - 正四位[90]
- 1916年（大正05年）8月21日 - 従三位[91]

勲章
- 1902年（明治35年）2月1日 - 勲四等旭日小綬章[92]
- 1906年（明治39年）4月 - 勲二等旭日重光章[1]
- 1916年（大正05年）5月 - 勲一等瑞宝章[1]
- 1944年（昭和19年）4月29日 - 文化勲章（岩手県人初）[1][6]
- 1952年（昭和27年）5月21日 -勲一等旭日大綬章（没後追贈）

## 記念・顕彰・栄誉
- 1915年（大正04年）11月10日 - 大礼記念章[93]
- 1928年（昭和03年）1月 - レジオンドヌール勲章[1][7]
- 1944年（昭和19年）1月 - 朝日賞[1]
- 1951年（昭和26年） - 名誉福岡町民[7]
- 2002年（平成14年） - 文化人郵便切手発行[94]
- 2015年（平成27年） - 二戸市名誉市民[9]

このほか、郷里にある二戸市シビックセンターには「田中舘愛橘記念科学館」が併設されている（1999年（平成11年）開館）。

## 著書
- 『電気ニ就テノ演説』尾張捨吉郎記、田中館愛橘、1899年10月。全国書誌番号:40067124。
- 『航空機講話』冨山房、1915年11月。 NCID BN1187981X。全国書誌番号:43019950。
- 『羅馬字意見及び発音考』日本のローマ字社、1926年10月。 NCID BA34027624。全国書誌番号:42021684。
- 『メートル法の歴史と現在の問題』岩波書店、1934年6月。 NCID BA38713893。
- オットー・イェスペルセン『イェスペルセン教授のローマ字一般使用意見』田中館愛橘訳註、日本のローマ字社、1935年。全国書誌番号:47030143。
- 『ローマ字綴り方の外交及び国際関係の事項概要』田中館愛橘、1936年11月。 NCID BB29071486。
- 『葛の根 田中館愛橘論文抜集』日本のローマ字社、1938年4月。 NCID BN13719086。全国書誌番号:57014059。
- 『時は移る』鳳文書林、1948年8月。 NCID BN1374099X。全国書誌番号:46028066。
  - 『時は移る』田中館愛橘会、1986年10月。全国書誌番号:87045658。
- 『田中館愛橘遺墨集』田中館愛橘会、1992年5月。 NCID BA56977682。全国書誌番号:95033742。
- 『田中館愛橘博士歌集 地球を翔けた心の歌』田中館愛橘会、1997年2月。 NCID BA87901346。全国書誌番号:97067607。
- 『献詠和歌集 田中舘愛橘博士墓前祭 昭和27年～平成18年』田中舘愛橘会、2007年2月。全国書誌番号:21199411。

### 註釈
1. ↑  甲子郎は愛橘とは異母弟である。稲蔵は喜勢の没後に後妻・エキを迎え甲子郎を儲けたが、エキも1875年に病死した。エキの没後に稲蔵は再度後妻・キタを迎え寅士郎を儲けている。愛橘の同母弟には洋次郎がいる[5]。
2. ↑  当時はエドムント・ナウマンの指示により地質調査所で全国の地磁気測量が行われていた。ナウマンからはこれらの調査結果から、フォッサマグナと地磁気分布とが密接な関連を持つと主張がなされた。ナウマンらの観測結果に疑問を抱いたノットと愛橘により、全国の地磁気再測量が行われた[14]。
3. ↑  機体は竹の骨組みにキャラコの布を貼り鉄線で括り付けたもので材料費は50円、3人の私費により制作された[30][33][34]。
4. ↑  12月5日の朝、本郷弥生町の第一高等学校グラウンド（現・東大農学部グラウンド）で人力による牽引により浮力を得るも、大人を乗せた滑空には失敗、見物に来ていた子供を乗せての滑空には成功した。12月9日には不忍池畔で自動車による牽引が実現し、曳航されたグライダーにル・プリウールが乗って滑空に成功したが、相原を乗せた時には失敗し池に墜落している[30][33][34][35]。
5. ↑  愛橘は昭和6年（1931年）まで常置委員を務めたのち辞任、辞任後は同名誉委員となった[7]。
6. ↑  昭和60年（1985年）に田中舘の記念館建設を目的として田中舘愛橘会が発会する。十数年間の運動の末、平成11年9月18日に田中舘愛橘記念科学館が開館した。総工費21億円。特別助成を受けるため複合施設となり、記念館ではなく科学館として建設された[2]。